# 2013 RD98
2013 RD98, também escrito como 2013 RD98, é um objeto transnetuniano que está localizado no cinturão de Kuiper, uma região do Sistema Solar. Este corpo celeste é classificado como um plutino, pois, o mesmo está em uma ressonância orbital de 2:3 com o planeta Netuno. O mesmo possui uma magnitude absoluta de 7,3 e tem um diâmetro com cerca de 153 km.

## Descoberta
2013 RD98 foi descoberto no dia 12 de setembro de 2013 pelos astrônomos The Dark Energy Survey.

## Órbita
A órbita de 2013 RD98 tem uma excentricidade de 0,234 e possui um semieixo maior de 39,332 UA. O seu periélio leva o mesmo a uma distância de 30,143 UA em relação ao Sol e seu afélio a 48,522 UA.